# Фан Ван Чыонг
Фан Ван Чыонг (вьет. Phan Văn Trường; 1875, Донгнгак, уезд Тыльем, провинция Хадонг (ныне — часть Ханоя) — 23 апреля 1933) — адвокат, публицист, деятель вьетнамского национально-освободительного движения.
Родился в деревне Донгнгак, уезда Тыльем, провинции Хадонг (современный Ханой). Получил степень доктора права в Парижском университете. Обладал французским гражданством. В 1914 году был арестован вместе с Фан Тяу Чинем по подозрению в деятельности против французских властей. После Первой мировой войны сотрудничал с Фан Тяу Чинем, Хо Ши Мином, Нгуен Тхе Чуеном и Нгуен Ан Нинем. После ареста Нгуен Ан Ниня, занимался изданием газеты «Ля Клош фелэ» в Кохинхине. Во второй половине 1920-х годов также издавал газету «Л’Аннам». Подозревался французскими колониальными властями в организации студенческого движения середины 1920-х г. Скончался 23 апреля 1933 года в возрасте 58 лет.